# Giovanni Caracca
Jan Kraeck, conosciuto con il nome italianizzato di Giovanni Caracca (Haarlem, ... – Torino, 1607), è stato un pittore fiammingo.
Il pittore deve la sua notorietà principalmente alla attività che svolse presso la corte sabauda lavorando al servizio di Emanuele Filiberto e Carlo Emanuele I di Savoia tra il 1568 e il 1607, anno della sua morte.
Durante la sua permanenza alla corte sabauda Caracca realizzò ritratti, quadri religiosi e decorazioni nella Grande Galleria di Carlo Emanuele I, che però venne distrutta da un incendio nel 1659.
Partecipò inoltre alla decorazione del castello di Fossano, dipingendo un maestoso soffitto a grottesche, solo parzialmente conservato.
La sua produzione ritrattistica fu influenzata dall'incontro con gli artisti di Filippo II, presso la corte spagnola, che venne in seguito al corteo nuziale di Carlo Emanuele I, nel 1585.

## Opere

### Ritratti
- Margherita di Savoia duchessa di Mantova all'età di sei anni
- Tommaso Francesco principe di Carignano
- Ritratto di Claude Millet